# Subregión del Centro (Valle del Cauca)
La subregión del Centro del Valle del Cauca es una de las cinco subregiones en las que está dividido el departamento colombiano Valle del Cauca. A través de la Ley Orgánica de Ordenamiento Territorial (LOOT), se constituyó oficialmente el 15 de febrero de 2013.

## Municipios
Lo conforman los siguientes municipios:
- Andalucía
- Buga
- Bugalagrande
- Calima-Darién
- El Cerrito
- Ginebra
- Guacarí
- Restrepo
- Riofrío
- San Pedro
- Trujillo
- Tuluá
- Yotoco

## Geografía
El centro del Valle está rodeado por las cordilleras Occidental y Central, lo que hace que su topografía sea accidentada en los extremos; y en el medio se encuentra la rivera del río Cauca. Posee una importante riqueza hídrica, aportada por ejemplo por la laguna el Sonso o el embalse del Calima, los cuales abastecen de energía hidroeléctrica a todo el departamento.

## Economía

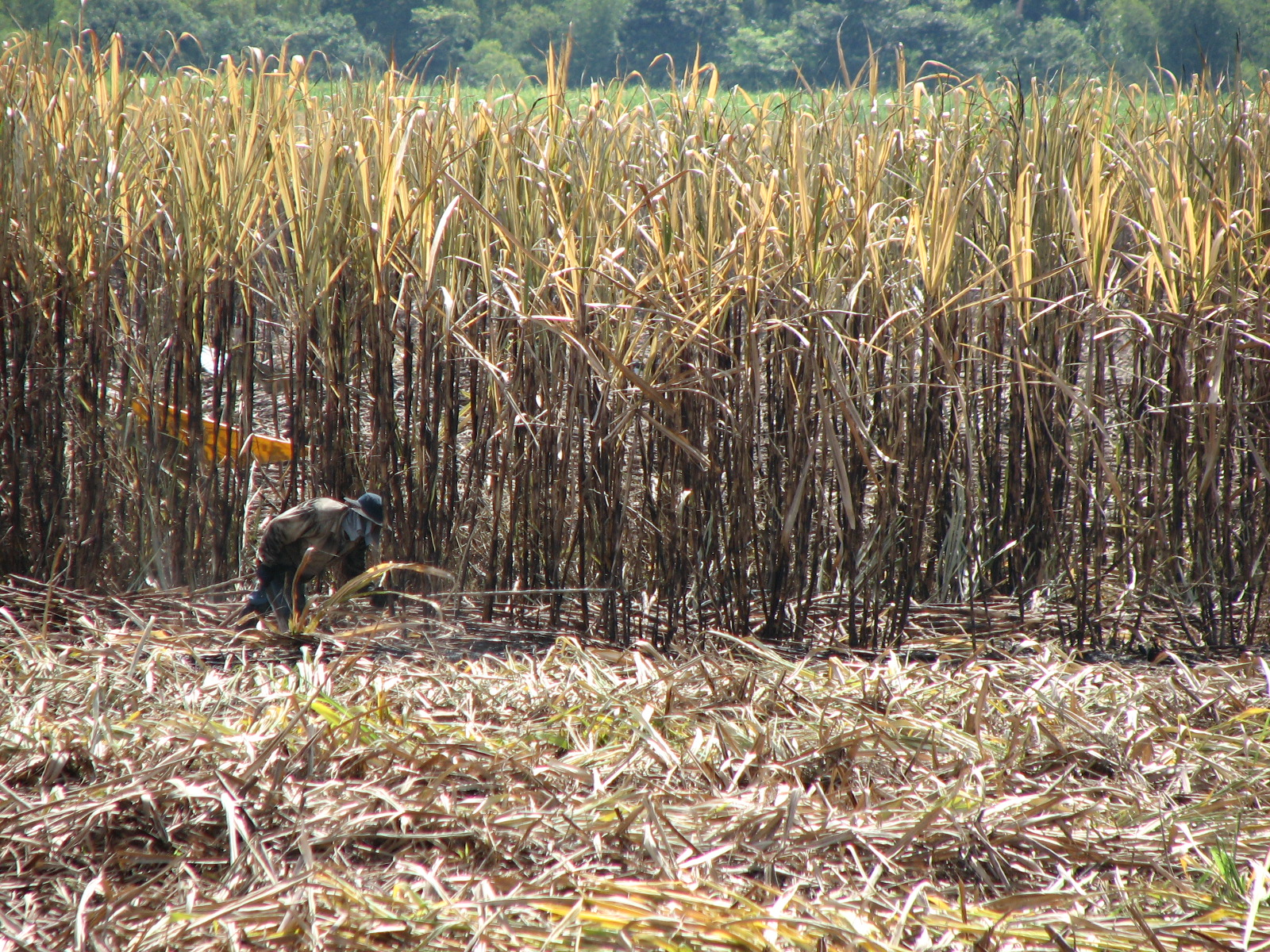
Cultivos de caña en Tuluá.

Esta región tiene una alta actividad comercial, agroindustrial, y de la industria alimentaria; como la fábrica de la multinacional Nestlé asentada en Bugalagrande, o el cultivo y procesamiento de la caña de azúcar. 
Varios municipios han desarrollado una economía enfocada al sector terciario, como Calima-El Darién, que gracias al embalse atrae turistas todo el año.

## Turismo

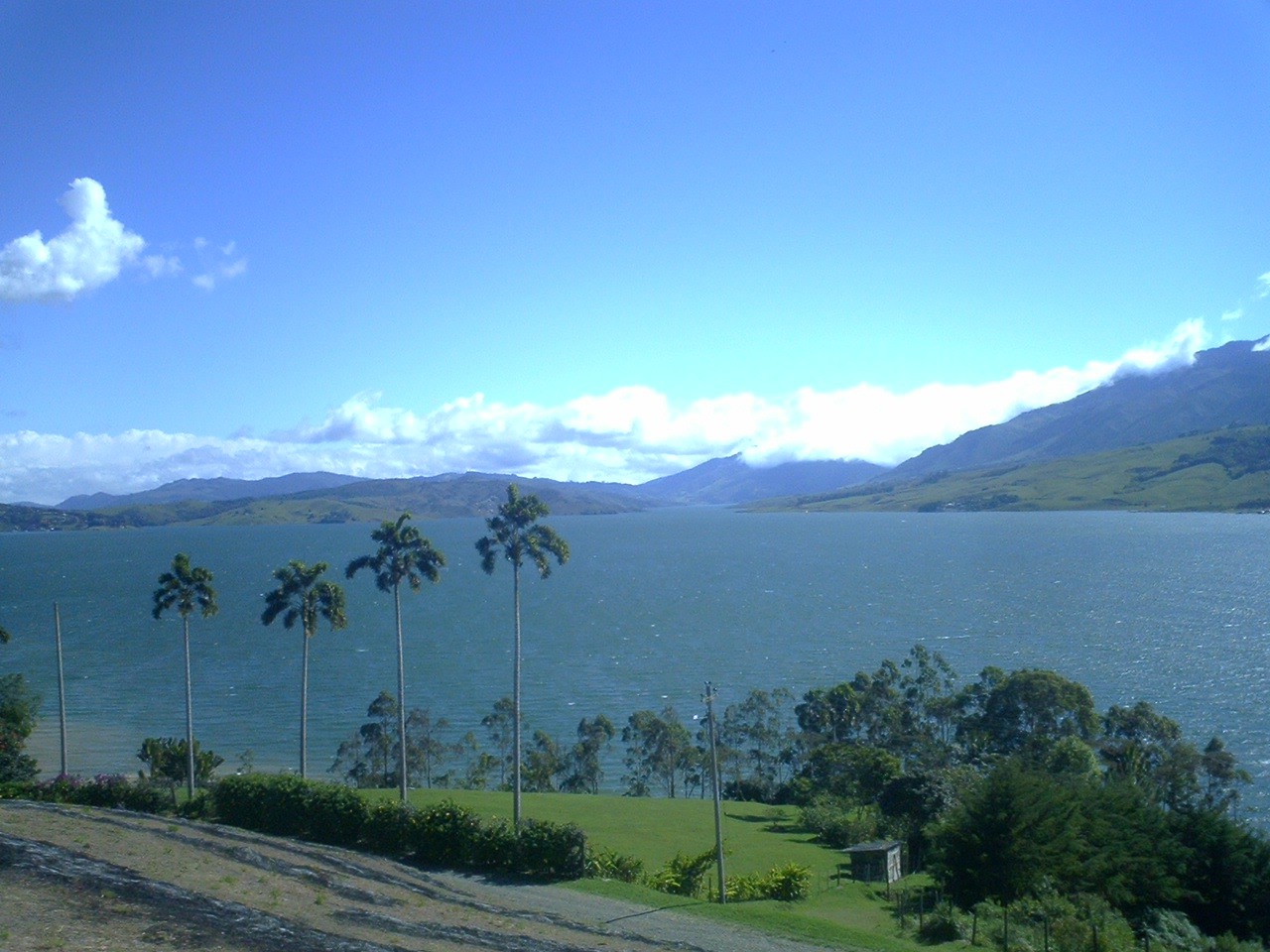
Lago Calima.

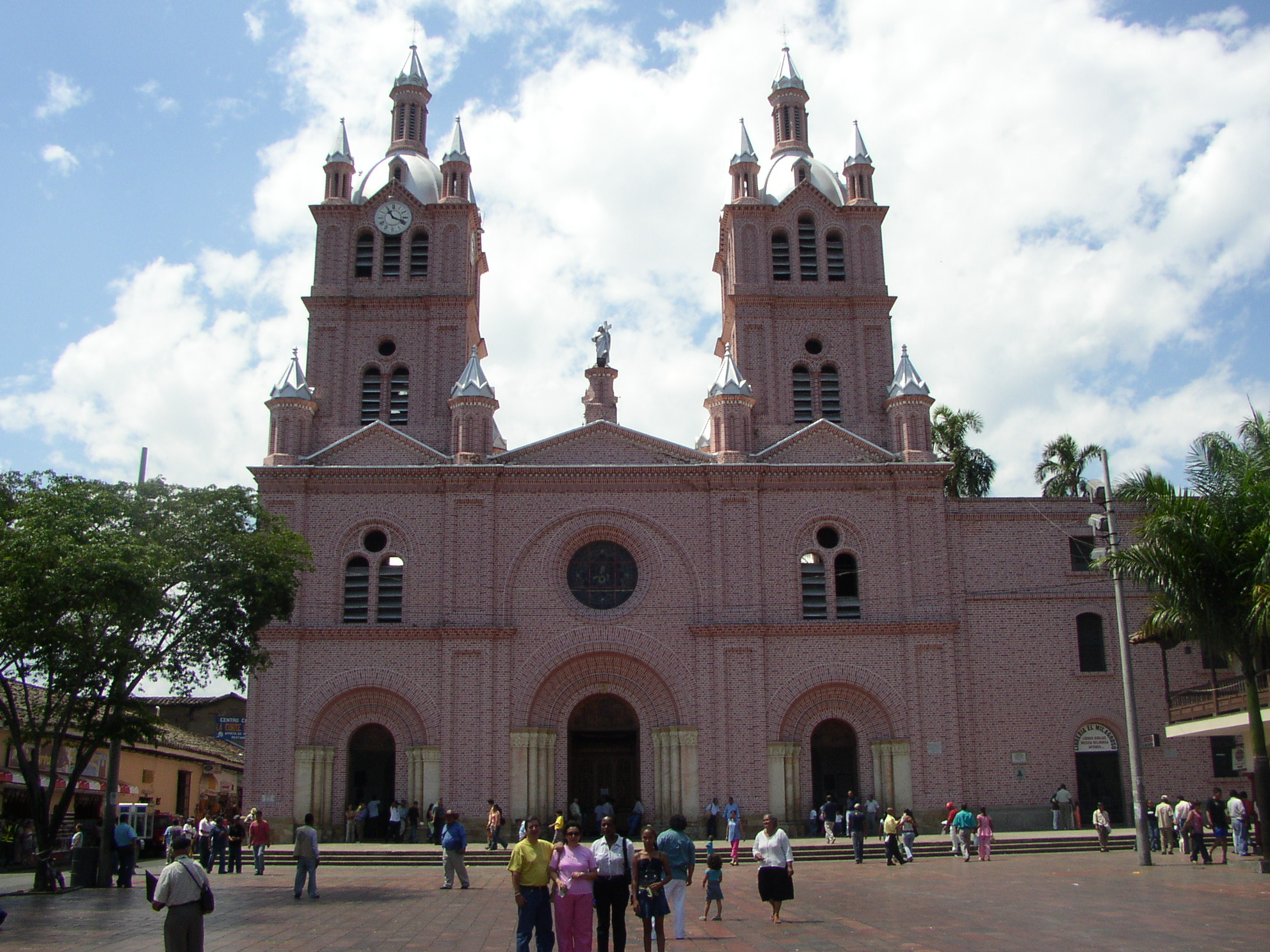
Basílica del Señor de los Milagros en Buga.

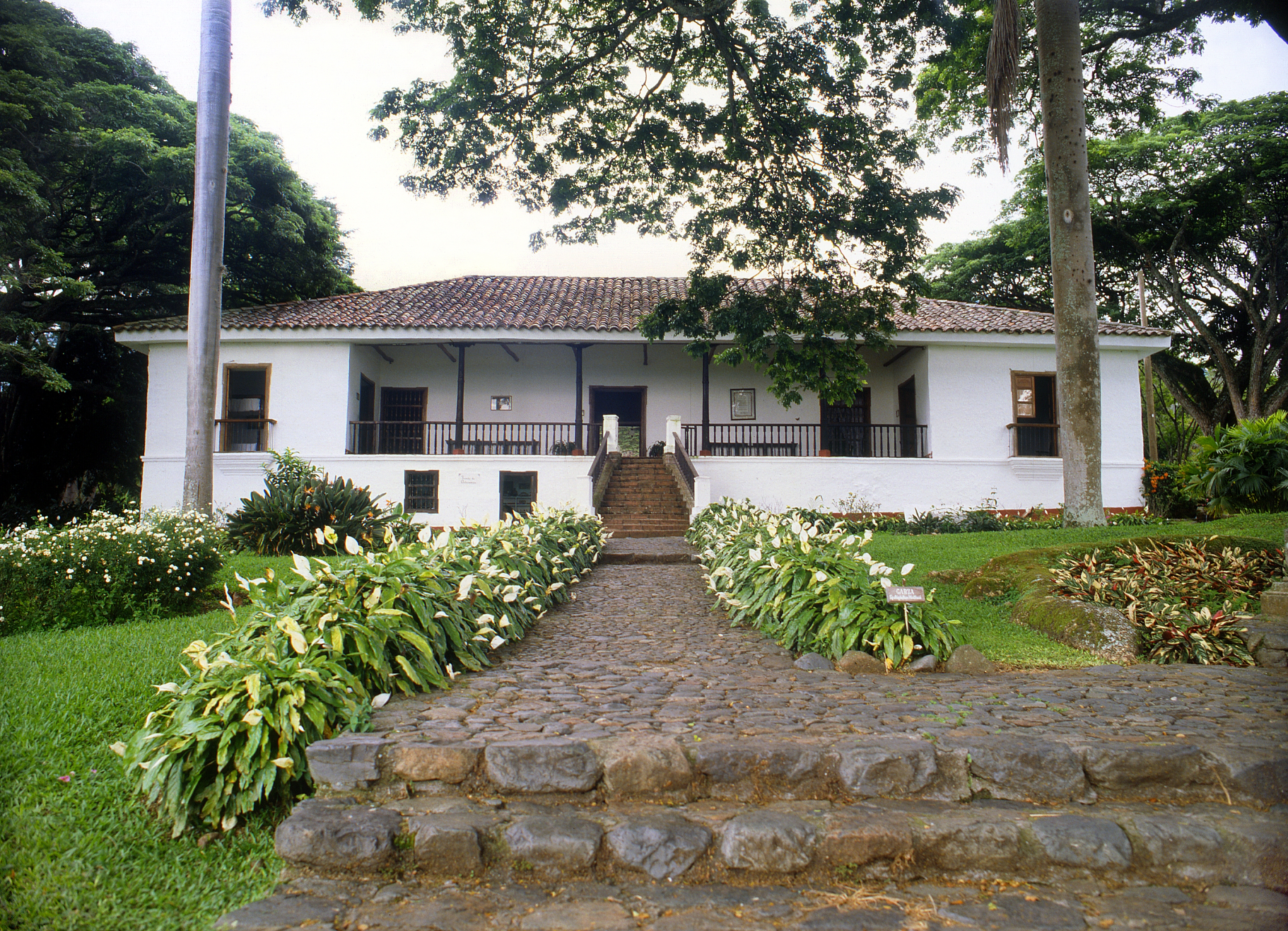
Hacienda El Paraíso en El Cerrito.

En la ciudad de Buga se destaca la Basílica del Señor de los Milagros, lugar de alta afluencia de devotos católicos no solo de la región sino de toda Colombia. Andalucía se destaca por la producción de gelatina de pata de vaca, típíca del municipio; alrededor de la Carretera Panamericana se construyó el Paseo de la Gelatina como un sector donde convergen todos los puestos de venta de este producto. 
Los municipios de Ginebra y Guacarí se destacan por el turismo gastronómico, ya que allí se cocina un tradicional Sancocho de Gallina. Municipios como  Trujillo  y Riofrío fueron incluidos dentro del Paisaje Cultural Cafetero
El atractivo turístico más importante de la región es el Lago Calima, embalse construido para generar energía, pero que por sus condiciones climáticas se convirtió en un destino muy frecuentado como balneario, zonas de campamento y recreación. También es muy popular la Hacienda El Paraíso, lugar donde transcurren los hechos narrados en la novela María, del escritor vallecaucano Jorge Isaacs y la Basílica Menor del Señor de los Milagros en Buga, ya que es  un atractivo turístico muy importante para la peregrinación de los devotos